# Konstnären Julia Beck
Konstnären Julia Beck är en oljemålning av Richard Bergh. Den målades omkring 1882 och tillhör sedan 1925 Nationalmuseum i Stockholm. 
Bergh var under större delen av 1880-talet bosatt i Frankrike där han tog intryck av såväl naturalismen som friluftsmåleriet. Bergh var en skicklig porträttmålare och en stor del av hans arbeten under Parisåren var finstämda kamrat- och familjeporträtt. Förutom Julia Beck porträtterade han bland annat Nils Kreuger (1883), sin hustru Helena Maria Klemming (1886) och Eva Bonnier (1889). 
Julia Beck var själv en framgångsrik konstnär och umgicks på 1880-talet med Bergh och de andra skandinaviska konstnärerna i Grezkolonin. Bergh har framställt Beck som modern parisiska med en moderiktig japansk solfjäder. Framför sig har hon en bok, ett tecken på hennes roll som intellektuell kvinna. 